# Árvácska (film)
Az Árvácska Ranódy László 1975 nyarán forgatott és 1976-ban bemutatott filmdrámája, Móricz Zsigmond azonos című regényének feldolgozása.

## Cselekmény
Valahol vidéken él egy kislány: Csöre (Czinkóczi Zsuzsa). Hivatalos nevén Állami Árvácska. Éppen a rábízott tehenet, Borist terelgeti, amikor az betéved Kadarcs István "Rudi bácsi" szőlőjébe. A lányt elkapja és megbecsteleníti. Ezt még aznap éjjel Dudásék is megemlítik. Másnap Csöre felmázol, de szorgalmáért csak ledorongolást kap "Kedvesanyámtól" (Nagy Anna). Később elcsen egy dinnyét, amit miután kievett, a héjából kalapot készít. Ezt elcseréli egyik mostohatestvérével, akin a neki járó inge van. Este vacsoránál kerül szóba a dinnyelopás: "Kedvesapám" (Horváth Sándor) izzó parazsat nyom a kezébe büntetésként. Ezt megelégelve Csöre másnap Borissal elmegy az iskola elé, majd utána "világgá". 
A közeli városba hajtotta be a tehenet és egy ház udvarára téved. Itt ellátják és éjszakára menedéket adnak neki. Másnap a helyi Árvaházban várja Csöre, hogy új nevelőszülei legyenek. Jött is egy fiatal házaspár, akik elveszett gyermeküket keresték. Csörével sokáig szemezgettek, ám végül otthagyják. Ekkor Zsofka (Schütz Ila), Szennyesék szolgálója lecsap rá és magával viszi. 
Itt se bánnak vele jobban már a kezdettől fogva: Zsabamári (Moór Marianna) egyből az istállóba száműzi a "Vénisten" (Bihari József) mellé. Csöre idegenkedik tőle is és megszökik, ám az öregember megállítja és kedvesen jobb belátásra bírva őt marasztalja. Másnap az asszony lúggal mossa meg Csöre haját, amitől a kislány szenved. Ezt követően elküldi őt a pulykákra vigyázni. Itt a Zsofka papucsát hajigálja terelés közben. Egyik papucsát el is hagyja: ezért Zsabamári elfenekeli. Másnap a "Vénistennel" elmegy a temetőbe majd a templomba is. Sok mindent elmond neki az ősz bácsi. Azt is, hogy egykoron szép takácsműhelye volt, de aztán mindenét elvesztette, miután Zsabamáriék elkótyavetyélték a vagyonának jó részét, s most csak a megmaradt földje miatt tartják őt maguknál. 
Zsabamári - látván, hogy Csöre és a "Vénisten" jól összebarátkozott és utóbbi a csendőrökkel is többször beszélgetett - mérget kever az öreg tejébe, mondván "ha ezt megissza, többet nem fog panaszkodni". Másnapra meghal a férfi és eltemetik. Megjelennek a csendőrök is a portán, akik az elhunyt Csomor János, azaz a "Vénisten" hátrahagyott földjével kapcsolatos írást keresnek. Az asszony úgy tesz, mintha nem tudna semmit. A csendőrök távozásakor Csöre is beszédbe elegyedik velük. Persze Zsabamári rögtön gyanakszik a lányra, már-már paranoiásan, nehogy eláruja tettét: állandóan figyeli Csörét, elégeti azt a kevés holmit is, ami az öreg után megmaradt, végül pedig a kislánynak is ad egy bögre mérgezett tejet. Ám itt Csöre a Szennyesék kisbabáját próbálja azzal megitatni (Nem tudta, hogy a kezében lévő bögrében mérgezett tejet kapott.) - amitől Zsabamári teljesen kiborul és megtámadja a lányt. Egyedül csak a férje, Szennyes József és a szolgálója Zsofka fékezi meg (Szirtes Ádám).
Közeleg a karácsony. Szennyesék disznót vágnak. A már szinte szkizofrén Zsabamári szeme még mindig Csörén van. Eljönnek a rokonok is az ünnepre. Csöre az ajtó küszöbéről figyelheti, ahogy esznek jó ízűen a családtagok, neki meg egy falat sem jut a roskadozó asztalról. Odamegy az asztalfőnél ülő Szennyes Józsefhez "kedvesapámnak" szólítva, aki ebből azonban gúnyt űz. Csöre összetörten ellop egy kis húst az asztalról, majd kizárják a meleg házból. Az istállóban egy hevenyészett fenyőágat gyújt meg, miközben imádkozni kezd.
Azonban a lángok gyorsan elterjedtek az istállóban beborítva az egész Szennyes-tanyát.

## Eltérések a regénytől
Bár a filmadaptáció igencsak élethűen adja vissza magát a regényt, mégis több részlete is kimaradt:
Például az elején már Csörének Dudásékhoz való kerülésének körülményei kimarad és rögtön arra a részre ugrunk, ahol a szomszéd Kadarcs Pista megerőszakolja a kislányt. Később az, hogy Dudás úr lelövi Kadarcsot nincs benne, ahogy az sem, hogy Csöre iskolába járásának elmaradása miatt a "Nagysága" a hivataltól kimegy a családhoz, hogy kérdőre vonja őket. Végül Dudásné vitte vissza a menhelyre a kislányt. A filmben ez úgy volt feltüntetve, hogy Csöre magától szökött el, holott ez a regényben egyáltalán nem így van.
Verőék (akik Csöre harmadik nevelőszülei voltak) egyáltalán nem szerepelnek a filmben. Ez már azért is feltűnően hiányzik, mivel a film végén Szennyesék háza gyulladt ki, miután a megtört kislány magában ünnepelte meg a karácsonyt. 
A történet szempontjából további két dolog is kimaradt: Dudás végül felakasztotta magát, Szennyesné Zsaba Márit pedig halálra ítélték, mert a hatóságok rájöttek, hogy a "Vénistent", azaz Csomor Jánost megmérgezte.

## Fogadtatás
A film a lehető legnagyobb naturalizmussal mutatja be egy árva kislány szenvedéseit. Sokkoló, lehangoló és - csakúgy mint a regény maga - szívbemarkoló. A kegyetlenségeket, kínzásokat, amit Csörének át kellett élnie a néző már szinte ugyanazzal a fájdalommal átérzi. Kevés olyan alkotás volt még az európai filmes szférában, amely ilyen nyersen mutat be egy tragikus történetet, aminek ráadásul nagy valóságalapja volt, hiszen Móricz a regényét egy "Csibe" nevezetű lányról írta, akit annak idején a Szabadság-hídon megakadályozott abban, hogy öngyilkos legyen.
A nézőközönséget a mai napig sokkolja, sőt egyenesen depresszálja. Többen megkérdőjezik a 12 éven aluliakra vonatkozó korhatári besorolást, lévén túlságosan sok benne az erőszak, ráadásul Csörét szinte végig meztelenül láthatjuk. 
A bemutatás évében egyes források szerint egymillióan láthatták a mozikban ezt a filmet.

## Szereplők
- Czinkóczi Zsuzsa – Csöre
- Nagy Anna – Kedvesanyám
- Horváth Sándor – Kedvesapám
- Moór Marianna – Zsabamári
- Szirtes Ádám – Szennyes József
- Schütz Ila – Zsofka
- Bihari József – Csomor János
- Molnár Piroska – Anna
- Szacsvay László – Fáradtarcú
- Madaras József – Kadaros István

## Díjak, elismerések
- Magyar Filmkritikusok Díja: nagydíj (1977)
- 53 magyar film (2012)